# Andom (Diang)
Pour les articles homonymes, voir Andom.
Andom est un petit village situé dans la région de l'Est du Cameroun entre les villages de Nginda (1,8 km à l'ouest) et de Minkolong (2,6 km à l'est). Le village d'Andom dépend du département de Lom-et-Djérem et de la commune de Diang.

## Population
Lors du recensement de 2005, on y dénombrait 1 056 personnes.
En décembre 2011, Andom comptait 2 059 habitants.